# Geofrey Abadie
Pour les articles homonymes, voir Abadie.
Pas d'image ? Cliquez ici

a Compétitions nationales et continentales officielles uniquement.

Dernière mise à jour le 6 juin 2015.
 Geofrey Abadie, né le 1er avril 1965 à Toulouse et mort le 6 juin 2015 à Issy-les-Moulineaux,, est un joueur français de rugby à XV.

## Biographie
Geofrey Abadie a joué avec le Racing club de France, puis au Stade français au poste de trois-quarts aile (1,83 m pour 84 kg). Il est le fils de Alain Abadie, talonneur à Graulhet, international B, et le neveu d'André Abadie, pilier gauche international et entraineur (joueur de Graulhet). 
Formé à Graulhet où il dispute notamment une demi-finale de championnat en 1986 et où il évolue jusqu'en 1989, il signe au Racing club de France et devient champion de France dès sa première saison en 1990, après avoir battu successivement Grenoble en quart sur un essai refusé à tort aux alpins,, le Stade toulousain 21-14 comme 3 ans plus tôt en demi-finale puis le SU Agen en finale (22-12 après prolongations).
Le Racing était alors emmené par une génération exceptionnelle avec notamment Franck Mesnel, Jean-Baptiste Lafond, Philippe Guillard ou Éric Blanc.
Puis, il quitte le Racing club de France en 1994 pour rejoindre le Stade français avec qui il monte successivement de la troisième division à l'élite et avec qui il remporte un second titre de champion de France en 1998.
Il participe au tournoi de Paris de rugby à sept en 1996 sous les couleurs des Barbarians français.
Il a la particularité, avec très peu d'autres joueurs, d'avoir été champion de France avec les 2 plus grands clubs franciliens de son époque.
Il est le père de jumeaux, Adrien et Esteban, ce dernier a été joueur professionnel de rugby au CA Brive et au Rugby club toulonnais.
Il met fin à ses jours le 6 juin 2015 et est enterré au cimetière du Père Lachaise.

## Palmarès
- Racing Club de France
  - Vainqueur du Championnat de France en 1990
- Stade français
  - Vainqueur du Championnat de France en 1998
  - Finaliste de la  Coupe de France en 1998
  - Vainqueur de la Coupe de France en 1999